# Mariew
Mariew (prononciation : [ˈmarjɛf]) est un village polonais, situé dans la gmina de Stare Babice de la Powiat de Varsovie-ouest et dans la voïvodie de Mazovie dans le centre-est de la Pologne.
Il se situe à environ 8 kilomètres au nord-ouest de Stare Babice, 9 kilomètres au nord-ouest d'Ożarów Mazowiecki et à 15 kilomètres au nord-ouest de Varsovie.
Le village a une population de 305 habitants en 2010.